# Центр мистецтв Гафесчяна
40°11′25″ пн. ш. 44°30′56″ сх. д. / 40.190352777778° пн. ш. 44.515441666667° сх. д.

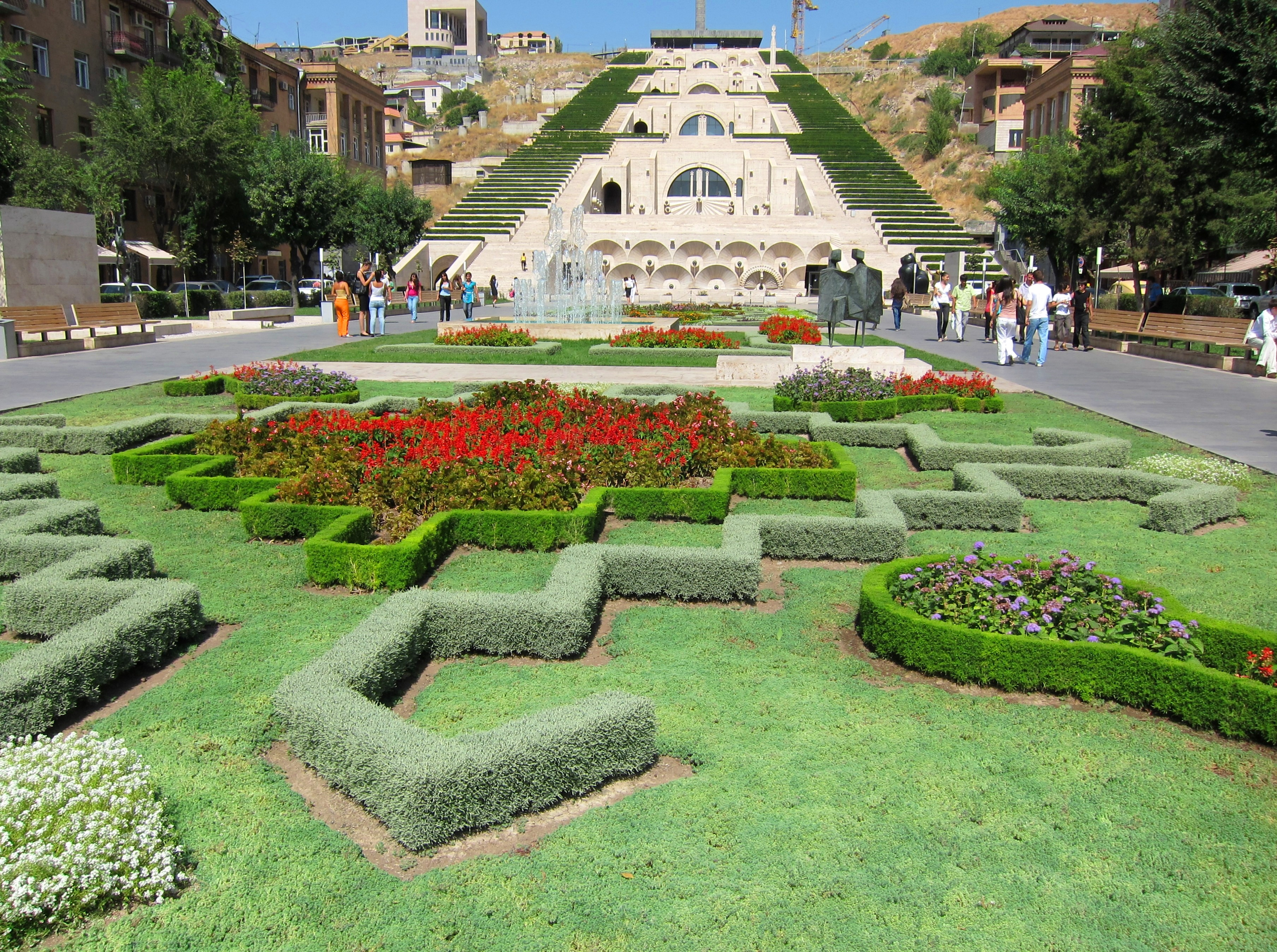
Центр мистецтв Гафесчяна, Єреван

Центр мистецтв Гафесчяна (вірм. Գաֆեսճյան արվեստի կենտրոն (Гафесчян арвесті кентрон) — художня галерея в Єревані, Вірменія. Розташована в центрі міста на території єреванського Каскаду. В основі творчої колекції музею є експонати творчості Жерара Гафесчяна. Офіційне відкриття відбулося 17 листопада 2009 року.

## Історія

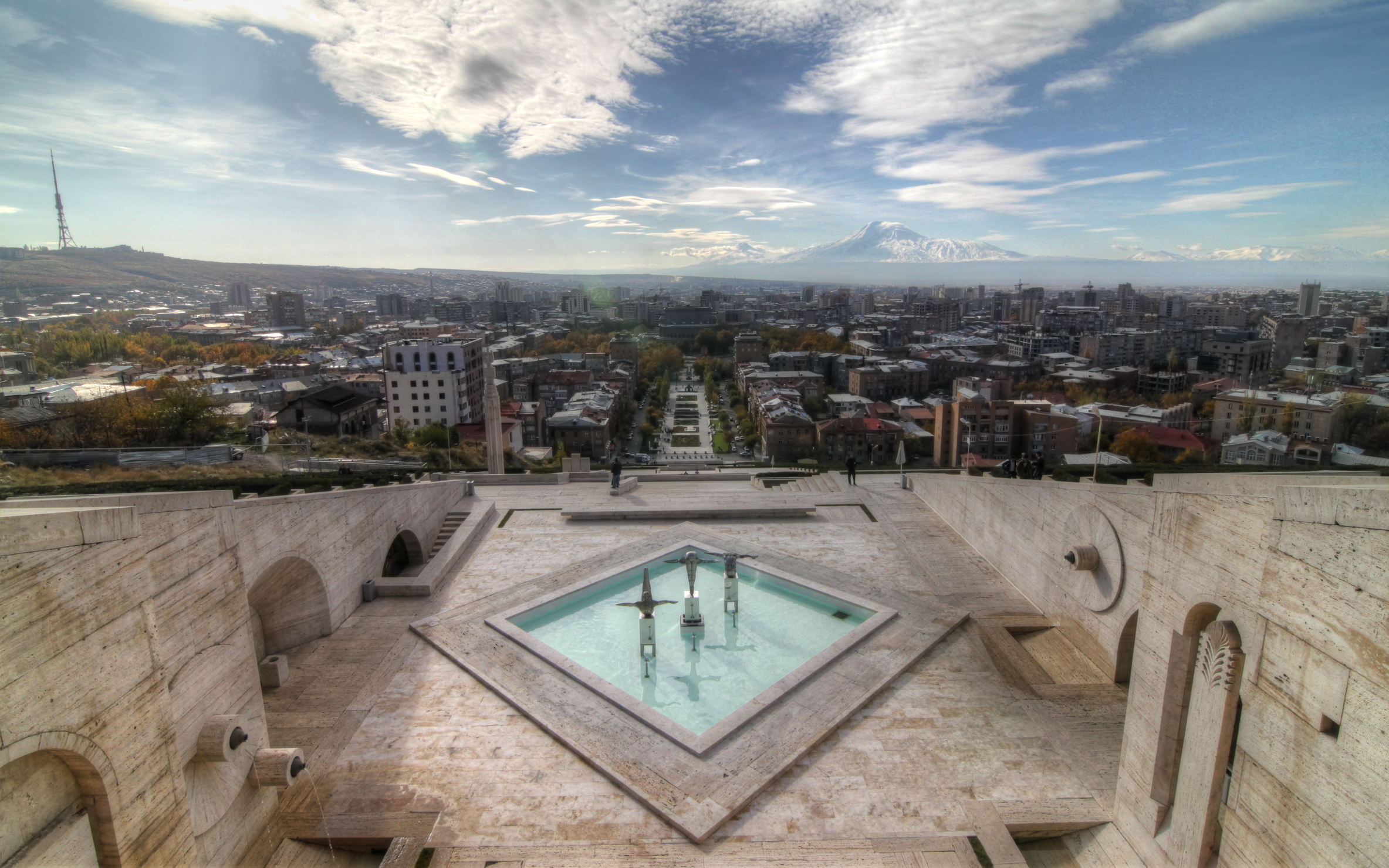
Вид з садової тераси Центру мистецтв Гафесчяна на Каскад

Будівництво розпочалося навесні 2015 року та очікувалося відкриття навесні 2008 року. Будівництво музею було завершено у 2009 році.
Музей було відкрито 7 листопада 2009 року в Єревані. На церемонії відкриття були присутні Президент Вірменії Серж Саргсян, міністр культури Вірменії Асмік Погосян, міністр діаспори Вірменії Грануш Акопян, а також представники дипломатичних місій у Вірменії, діячі культури та політики.